# Enghelberto II di Gorizia

Stemma della contea di Gorizia

Enghelberto II di Gorizia (... – 1191) fu conte di Gorizia (1150-1187).

## Biografia
Era figlio di Mainardo I, conte di Gorizia e di Elisabetta di Schwarzenburg.

Nel 1150, ereditò dal fratello Enrico I la contea di Gorizia.
Nel 1187, i due figli Enghelberto III e Mainardo II gli succedettero alla carica comitale.

## Matrimonio ed eredi
Enghelberto II sposò Adelaide van Valley-Wittelsbach, dalla quale ebbe i seguenti figli:
- Enghelberto III, Conte di Gorizia;
- Mainardo II, Conte di Gorizia assieme al fratello Enghelberto III;
- Beatrice di Gorizia, suora ad Aquileia;